# Lacinipolia micta
Lacinipolia micta är en fjärilsart som beskrevs av George Francis Hampson 1918. Lacinipolia micta ingår i släktet Lacinipolia och familjen nattflyn. Inga underarter finns listade i Catalogue of Life.